# Cotxe llit

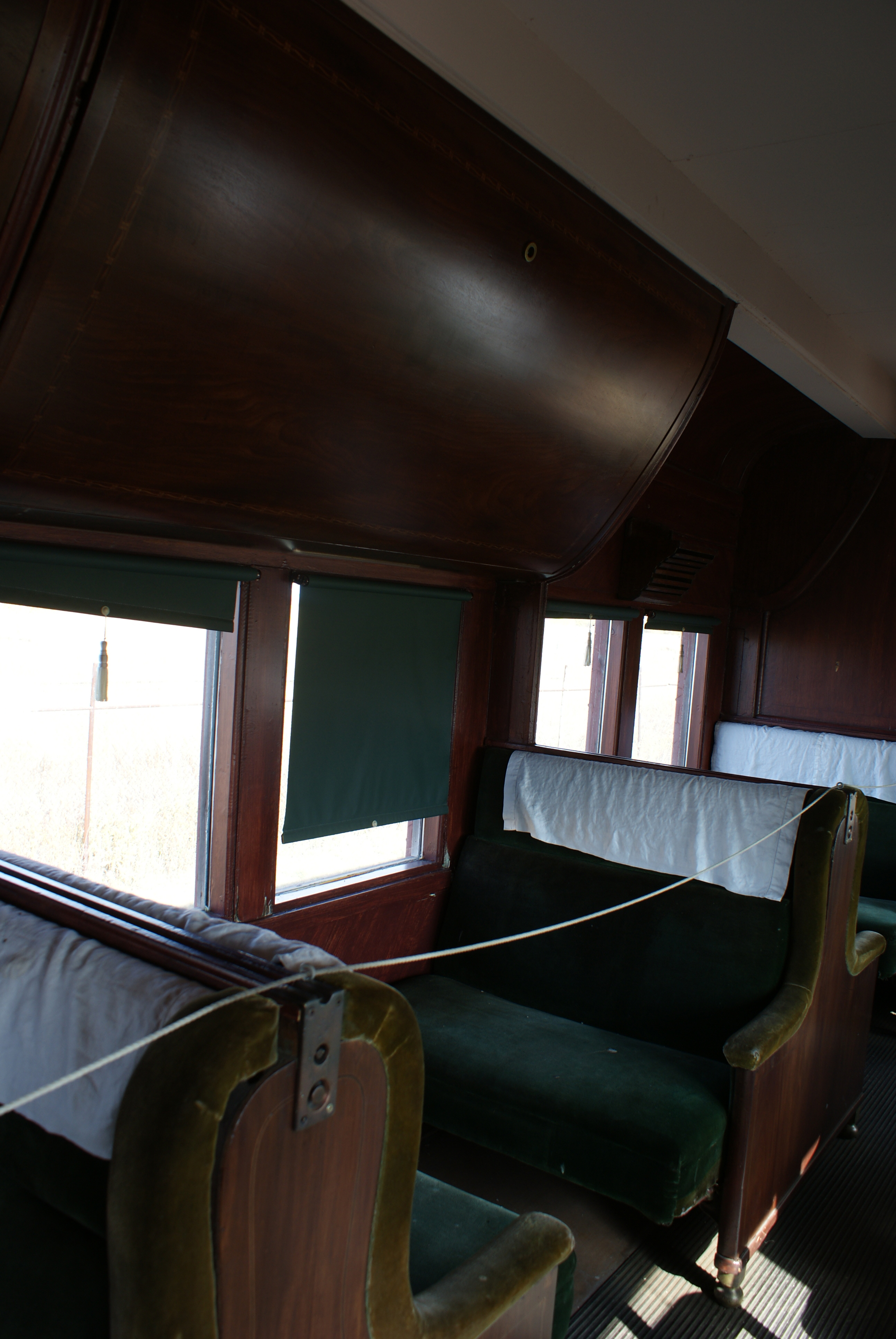
Interior d'un cotxe llit fabricat per Pullman

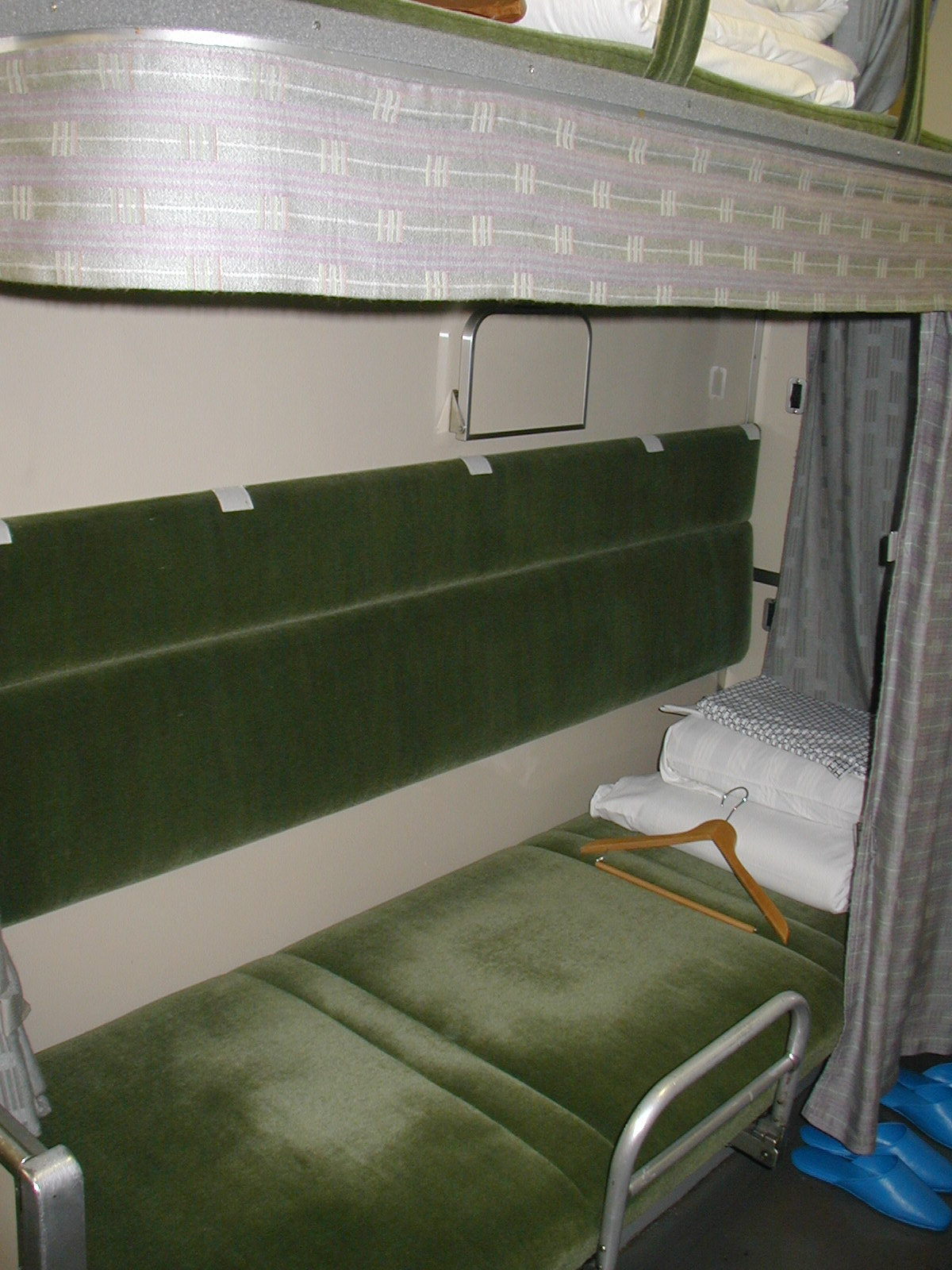
Cotxe llit japonès per a segona classe; fixeu-vos en el llit superior plegat per oferir acomodament durant el dia

El cotxe llit o vagó llit (també conegut amb el gal·licisme de wagon-lit) és un cotxe de passatgers que és capaç d'acomodar tots els seus passatgers en algun tipus de llit, amb el propòsit principal de fer viatges nocturns amb més comoditat. El primer d'aquests vagons va ser usat molt esporàdicament en els ferrocarrils americans durant la dècada del 1830, i podia ser configurat com un vagó de viatgers estàndard durant el dia. Algunes de les unitats més luxoses tenen fins i tot cambres privades.